# Peter Hunt (cầu thủ bóng đá)
Peter John Hunt (sinh ngày 2 tháng 7 năm 1952) là một cầu thủ bóng đá người Anh thi đấu ở vị trí tiền vệ ở Football League.